# 穆拉辛
穆拉辛（冰島語發音：[ˈmuːlaˌθiŋk]）是冰岛东部区的市镇。市镇面积为10,671平方公里，人口数量为5,208人（2023年）。